# Charlotte Köhler
Pour les articles homonymes, voir Köhler.
Charlotte Köhler, née à Amsterdam (Pays-Bas) le 15 mars 1892 et morte dans cette ville le 18 septembre 1977, est une actrice de théâtre et performeuse néerlandaise.

## Biographie
Fondée à la mort de Charlotte Köhler, une fondation qui porte son nom distribue périodiquement une allocation ou un prix via le Prins Bernhard Cultuurfonds, afin d'encourager les auteurs débutants à changer de discipline littéraire :
- Le Charlotte Köhler Stipendium (nl), est décerné annuellement ;
- Le prix Charlotte Köhler de littérature est décerné tous les cinq ans.

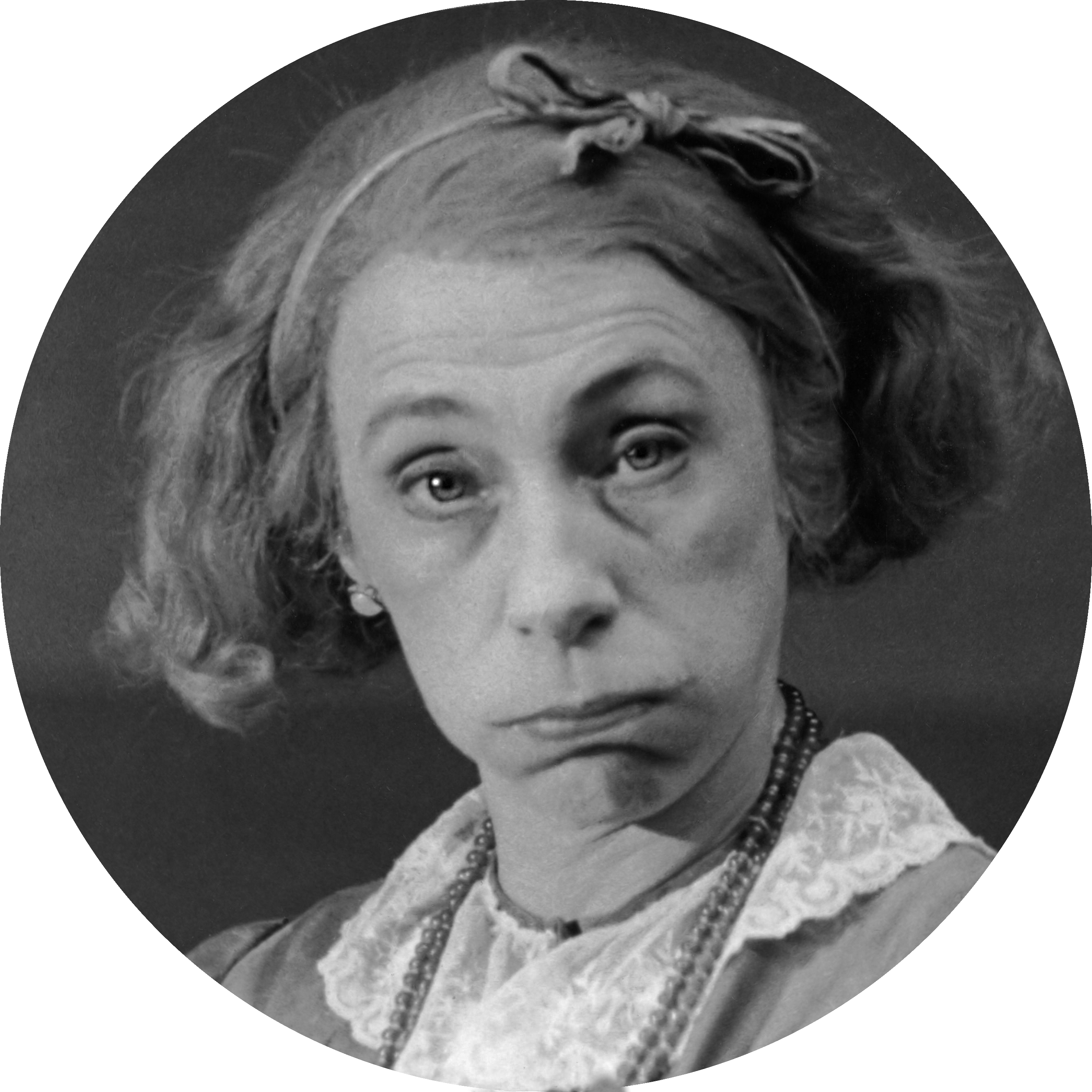
Charlotte Köhler dans Filomeentje de Marcel Matthijs (1939).

Il existe aussi un prix Charlotte Köhler pour les jeunes créateurs de théâtre et les artistes visuels.

### Vie privée
Charlotte Köhler s'est mariée en 1920 avec l'écrivain et metteur en scène August Defresne (nl).

## Filmographie
- 1957 : 't Is oudejaarsavond (téléfilm) : elle-même